# Fiddle Range
Fiddle Range är ett berg i Kanada.   Det ligger i provinsen Alberta, i den centrala delen av landet, 3 100 km väster om huvudstaden Ottawa. Toppen på Fiddle Range är 2 243 meter över havet.
Terrängen runt Fiddle Range är huvudsakligen kuperad, men åt sydväst är den bergig.Trakten runt Fiddle Range är nära nog obefolkad, med mindre än två invånare per kvadratkilometer..
I omgivningarna runt Fiddle Range växer i huvudsak barrskog.